# Thor-Christian Ebbesvik
Thor-Christian Ebbesvik (ur. 17 grudnia 1983 roku w Bergen) – norweski kierowca wyścigowy.

## Kariera
Ebbesvik rozpoczął karierę w międzynarodowych wyścigach samochodowych w 2005 roku od startów w Brytyjskiej Formule Ford. Z dorobkiem 321 punktów został sklasyfikowany na szóstej pozycji w końcowej klasyfikacji kierowców. W późniejszym okresie Norweg pojawiał się także w stawce Festiwalu Formuły Ford, Hiszpańskiej Formuły 3, Formuły Le Mans, European F3 Open, Le Mans Series oraz Radical UK Cup.

## Statystyki
| Sezon | Seria                                 | Zespół                 | Wyścigi | Zwycięstwa | PP | NO | Podium | Punkty | Pozycja |
| ----- | ------------------------------------- | ---------------------- | ------- | ---------- | -- | -- | ------ | ------ | ------- |
| 2005  | Brytyjska Formuła Ford                | Team JLR               | 20      | 0          | 0  | 0  | 0      | 321    | 6       |
| 2005  | Festiwal Formuły Ford                 | Team JLR               | 1       | 0          | 0  | 0  | 0      | N/A    | NS      |
| 2006  | Brytyjska Formuła Ford                | Team JLR               | 20      | 1          | 0  | 2  | 4      | 357    | 4       |
| 2006  | Festiwal Formuły Ford – Duratec       | Team JLR               | 1       | 0          | 0  | 0  | 0      | N/A    | NS      |
| 2007  | Hiszpańska Formuła 3 – Copa de España | Team West–Tec          | 14      | 7          | 3  |    | 12     | 118    | 1       |
| 2007  | Hiszpańska Formuła 3                  | Team West–Tec          | 14      | 0          | 0  | 0  | 0      | 7      | 16      |
| 2008  | Hiszpańska Formuła 3 – Copa de España | Team West–Tec          | 4       | 0          | 0  | 0  | 0      | 10     | 12      |
| 2008  | Hiszpańska Formuła 3                  | Team West–Tec          | 17      | 2          | 1  | 0  | 2      | 49     | 10      |
| 2009  | European F3 Open                      | Team West–Tec          | 16      | 1          | 1  | 1  | 3      | 64     | 5       |
| 2009  | Formuła Le Mans                       | Hope Polevision Racing | 2       | 0          | 0  | 0  | 0      | 16     | 20      |
| 2010  | Le Mans Series – LMP2                 | Team Bruichladdich     | 5       | 0          | 0  | 0  | 1      | 46     | 5       |
| 2011  | Le Mans Series – LMP2                 | Race Performance       | 3       | 0          | 0  | 0  | 1      | 18     | 13      |
| 2012  | Radical UK Cup - Masters              |                        | 2       | 0          | 0  | 0  | 0      | 6      | 18      |